# Juan Forlín
Juan Daniel Forlin (ur. 10 stycznia 1988 w Reconquista) – argentyński piłkarz, występujący na pozycji obrońcy. Był zawodnikiem meksykańskiego Querétaro FC, z którym podpisał kontrakt w lipcu 2015 roku. Obecnie zawodnik Realu Oviedo.